# Palaestina Prima
Pour les articles homonymes, voir Palaestina et Prima.
390–636
Entités précédentes :
- Syrie-Palestine

Entités suivantes :
- Jund Filastin

La Palæstina Prima, en abrégé Palaestina I (en français : Palestine première) est une province romaine créée en 390 par scission de la province de Syrie-Palestine, anciennement province de Judée.
Créée dans le cadre de l'Empire romain d'Orient sous le règne de Théodose le Grand, elle reste aux mains des Romains jusqu'au VIIe siècle. En 614, elle est conquise par les Perses Sassanides, reconquise en 628, puis perdue définitivement du fait de la conquête musulmane de la Syrie en 636.

## Géographie
- Villes principales
- Relief et hydrographie

## Histoire

### Création
En 390, la Syrie-Palestine (Syria Palaestina) est divisée en trois provinces : Palaestina Prima, Palaestina Secunda et Palaestina Salutaris (en), intégrées au diocèse d'Antioche, aux côtés des provinces de Cilicie première, Cilicie seconde, Syrie première, Syrie seconde, Phénicie première, Phénicie seconde, d'Isaurie, de Cilicie, de Chypre (jusqu'en 536), d'Euphratèse, de Mésopotamie, d'Osroène, et d'Arabie Pétraée.

### Les révoltes samaritaines
En dépit de la domination chrétienne, les Samaritains développent une semi-autonomie, dans la région montagneuse de la Samarie, au cours des IVe et Ve siècles. 
Les quatre grandes révoltes samaritaines, de cette période, provoquent la quasi extinction de la communauté samaritaine, ainsi que d'importantes pertes chez les chrétiens. 
À la fin du VIe siècle, les Byzantins et leurs alliés chrétiens Ghassanides prennent un net avantage dans la lutte.

### Vicissitudes militaires duVIIesiècle
En 614, la Palestine première et la Palestine seconde sont conquises par une armée associant des soldats sassanides et des révoltés juifs. L'événement choque la société chrétienne, car beaucoup de ses églises sont détruites et la Vraie Croix est emmenée par les Perses à Ctésiphon. 
Après le retrait des troupes perses et la reddition des rebelles juifs locaux, la région est reprise par les Byzantins en 628, puis de nouveau perdue en 636, lors de la conquête musulmane de la Syrie.

## Peuplement

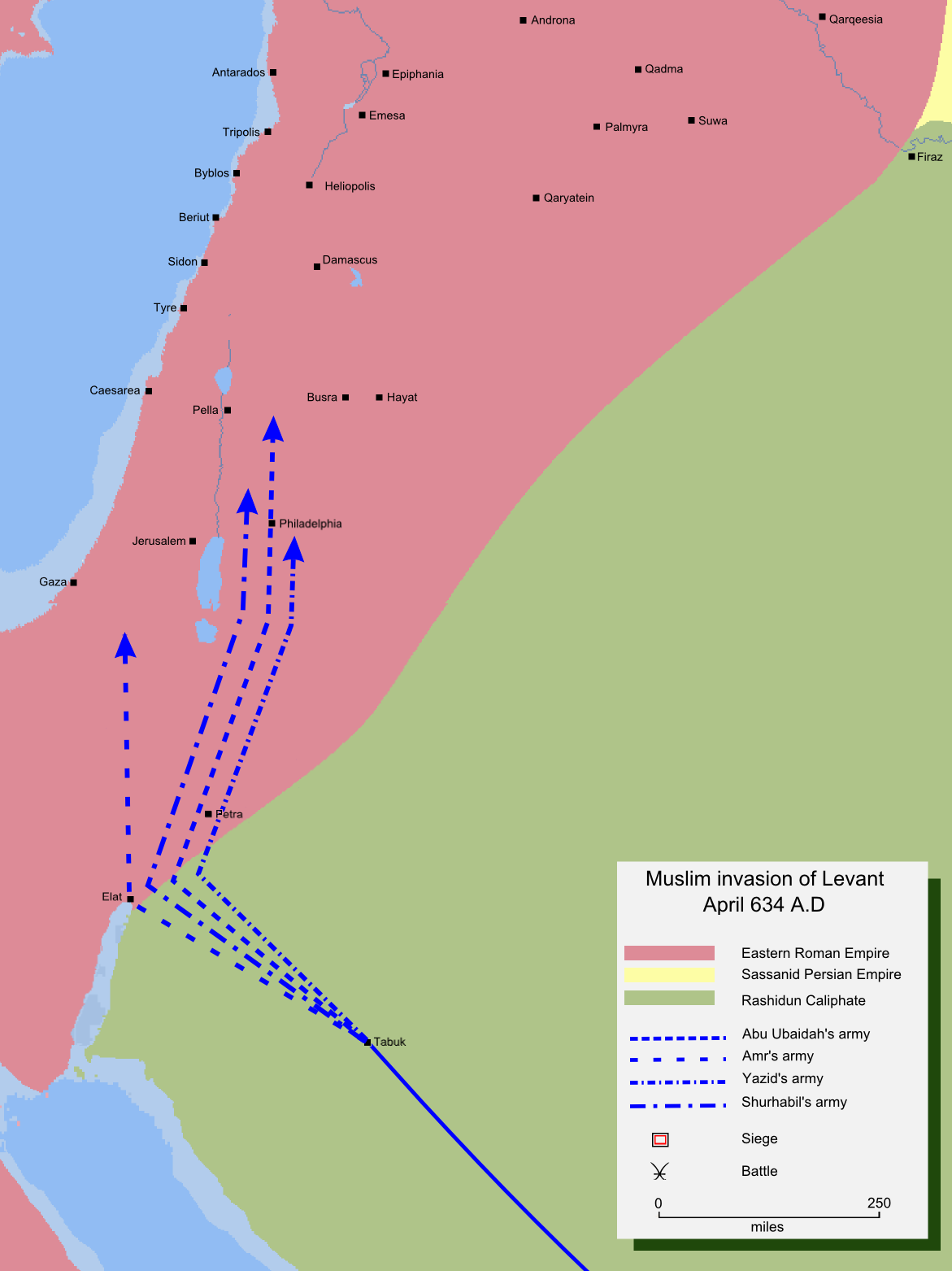
Carte détaillant l'invasion du Levant par les califes bien guidés (634-639).

La province de Palestine première comprend une population mixte, de langues grecque et araméenne, les chrétiens grecs et romains formant l'un de ses groupes démographiques les plus importants. Les Samaritains sont le deuxième groupe dominant, qui peuplent la majeure partie du pays, des collines de Samarie, au nombre d'un million environ aux IVe et Ve siècles. 
Des minorités de Juifs, de Ghassanides chrétiens et de Nabatéens sont également présentes. Les Juifs forment une majorité en Palestine seconde (Galilée), tandis que les Ghassanides et les Nabatéens habitent le désert d'Arabie au sud et à l'est.
Cependant, la plupart des Juifs de l'Antiquité antérieure sont exilés à Babylone, après les guerres avec les Romains, ce qui  conduit à la création du Talmud pharisaïque babylonien. Selon l'époque, on peut noter une présence militaire romaine ou perse notable.

## Religions
Pendant la période byzantine, la Palestine première devient progressivement un centre du christianisme, attirant de nombreux moines et érudits religieux, du Proche-Orient et de l'Europe du Sud, et abandonnant les cultes romains et hellénistiques antérieurs. L'arianisme et d'autres formes de christianisme se sont également retrouvés dans un environnement hostile.
Des variantes de la religion mosaïque étaient encore en circulation du IVe siècle au VIe siècle, pratiquées par des communautés ethnoreligieuses de Samaritains et de Juifs. Cependant, avec le déclin des populations samaritaines et juives, par la guerre et par la conversion, au cours des VIe siècle et VIIe siècles, la religion a également décliné.
À la fin de la période byzantine, on trouve moins de synagogues et beaucoup sont détruites lors d'événements violents. La ville d'Hébron est remarquable en ce qu'elle est l'une des dernières villes juives qui subsistent (bien que le tombeau des Patriarches ait été converti en église).